# Kaj Hagstedt
Kaj Martin Hagstedt, född 21 juli 1976 i Brunflo, är en svensk tv-producent, regissör, lärare och barnboksförfattare.
Han har producerat barnprogram såsom Bubbel, Den itusågade kaninen och Vi i femman samt producerat filmer med fokus på språk- skriv- och läsundervisning för Skolverket.
Hagstedt utkom i oktober 2020 med ungdomsromanen Framtidskameran på Idus förlag.
Spänningsromanen Ett Ett Två släpptes på Idus förlag i augusti 2021 och är inspirerad av skolbränderna i Lund 2020. 
2022 utkom Hagstedt med romanen Inte min tystnad på Idus förlag. Boken handlar om 13-åriga Tilda som är hörselskadad och som börjar på Östervångsskolan i Lund för att lära sig teckenspråk, men titeln handlar även om talängslan gestaltat genom hennes möte med Samuel, som går på intilliggande Tunaskolan. Boken fick 2023 utnämningen "Garanterat bra bok" av Statens kulturråd och beviljades samtigt litteratur - och distributionsstöd.
2024 utkom Hagstedt med boken Flaskposten i samarbete med illustratören Albin Granberg. Boken handlar om 9-årige Malte vars föräldrar har skilt sig. I sin längtan efter en vän, gör han en flaskpost men saknar ett hav att kasta den i.
2025 släpptes boken Se upp! i samarbete med illustratören Jenny Lindqvist. Boken är en modern fabel om en flock djur på savannen, som måste samarbeta för att överleva.
2025 gav Kaj ut boken Tillbaka till Vilda Västern i samarbete med illustratören Suzanna Vilkovska. Boken handlar om Alfred som besöker Vilda Västern-parken High Chaparral, köper en magisk hatt och färdas tillbaka till 1800-talet.